# Nasidienus Rufus
Nasidienus Rufus war ein neureicher Römer, der nur aus der literarischen Überlieferung bei Horaz bekannt ist.
Nasidienus Rufus war demnach Gastgeber eines Abendessens für Gaius Maecenas und dessen Dichterfreunde. Er ließ erlesenste Speisen auftischen und erklärte seinen Gästen die Feinheiten dieser und jener Mahlzeit, was von den Gästen als arge Prahlerei aufgenommen wurde. Getrübt wurde das Essen jedoch, als der über den Gästen aufgespannte Baldachin herunterfiel und eine schwarze Staubwolke aufwirbelte, woraufhin der Gastgeber, da sein so sehr durchgeplantes Essen nicht komplett beeindruckend gelaufen war, derart in Tränen ausgebrochen sein soll, als wäre sein ältester Sohn verstorben. Das Gastmahl des Nasidienus Rufus ist demnach der Hintergrund für die Satire des Horaz, die sich damit beschäftigt, wie trotz aller Planung und Opulenz ein simples Missgeschick alle Pläne und Versuche zu beeindrucken zunichtemachen kann. Der Gast Nomentanus indes, ein Freund des Rufus, schafft es, diesem mit seinen Worten Trost zu spenden, indem er ihm klarmacht, dass bei allem Aufwand sich ohnehin erst der Kern eines Menschen zeigt, wenn er mit einem Missgeschick trotz aller anderen Planungen umgehen muss. Daraufhin bedankt sich Rufus bei seinem Freund sichtlich bewegt. Doch auch als das Essen fortgesetzt wurde, konnte Rufus nicht anders, als prahlerisch jeden weiteren Gang mit seinen Worten zu beschreiben, woraufhin ein Teil der Gäste verärgert nichts mehr von den guten Speisen anrührte.
Der Gentilname Nasidienus ist überaus selten. Abgesehen von der Horaz-Satire ist er nur noch einmal aus einer Inschrift aus dem antiken Köln für einen Legaten der Legio XIII Gemina bekannt.